# Piper cavalcantei
Piper cavalcantei är en pepparväxtart som beskrevs av Truman George Yuncker. Piper cavalcantei ingår i släktet Piper och familjen pepparväxter. Inga underarter finns listade i Catalogue of Life.